# Adrian Hansen
Adrian Hansen (* 21. November 1971 im heutigen KwaZulu-Natal) ist ein ehemaliger südafrikanischer Squashspieler.

## Karriere
Adrian Hansen begann seine professionelle Karriere in den 1990er-Jahren und gewann vier Titel auf der PSA World Tour, den ersten 1997. Seine höchste Platzierung in der Weltrangliste erreichte er mit Position 63 im April 1998. Bei den südafrikanischen Landesmeisterschaften gewann er 2002, 2005 und 2006 insgesamt drei Titel. Bei den Afrikaspielen 2003 gewann er im Einzel die Bronze- und mit der Mannschaft die Silbermedaille. Mit der südafrikanischen Nationalmannschaft nahm er unter anderem 1999, 2001, 2003 und 2007 an der Weltmeisterschaft teil.

## Erfolge
- Gewonnene PSA-Titel: 4
- Afrikaspiele: 1 × Silber (Mannschaft 2003), 1 × Bronze (Einzel 2003)
- Südafrikanischer Meister: 3 Titel (2002, 2005, 2006)